# Wolfgang Schott
Wolfgang Schott (* 1. Februar 1905 in Altona; † 1989) war ein deutscher Geologe und Ozeanograf.
Schott war der Sohn des Ozeanographen Gerhard Schott. Während seines Studiums wurde er Mitglied beim Verein Deutscher Studenten Göttingen. Von 1930 bis 1934 war er Assistent am Mineralogisch-Geologischen Institut der Universität Rostock, von 1934 bis 1939 zunächst Assistent, später Geologe bei der Preußischen Geologischen Landesanstalt und anschließend der Reichsstelle für Bodenforschung in Berlin. Er war in den 1930er Jahren und danach an Tiefseeexpeditionen beteiligt, bei denen er unter anderem die Sedimentationsvorgänge erforschte. Seit 1940 war er Dozent an der Universität Göttingen.
Nach dem Zweiten Weltkrieg war er an der Bundesanstalt für Bodenforschung in Hannover. 1958 bis zu seinem Ruhestand 1972 war er dort Direktor. Außerdem war er 1965 bis 1972 Honorarprofessor an der Universität Göttingen.
Er befasste sich insbesondere mit dem Mesozoikum Niedersachsens.

## Ehrungen
- 1969: Verdienstkreuz 1. Klasse der Bundesrepublik Deutschland
- 1974: Großes Verdienstkreuz der Bundesrepublik Deutschland
- 1976: Hans-Stille-Medaille

## Schriften
- mit August Kumm, Leonhard Riedel Das Mesozoikum in Niedersachsen, Geologie und Lagerstätten Niedersachsens, Band 2, erschienen sind Trias-Jura-Kreide, Oldenburg, G. Stalling 1941, Trias und Lias, Stalling 1941, Obere Kreide, Bremen-Dorn 1942, Der Dogger (Mittlere und Braune Jura), Bremen-Dorn 1952
- mit August Kumm, Leonhard Riedel, Kurt Brüning Geologie und Lagerstätten Niedersachsens, Schriften der Wirtschaftswissenschaftlichen Gesellschaft zum Studium Niedersachsens, Provinzialinstitut für Landesplanung, Landes- und Volkskunde von Niedersachsen, Göttingen, Reihe A, Bremen, Dorn 1941
- Paläogeographische Untersuchungen über den Oberen Braunen und Unteren Weißen Jura Nordwestdeutschlands, Abhandlungen Preuß. Geolog. Landesanstalt, Neue Folge, Band 133, 1930
- mit Hans-Joachim Martini Paläogeographischer Atlas der Unterkreide von Nordwestdeutschland mit einer Übersichtsdarstellung des nördlichen Mitteleuropas, 2 Bände, Hannover, Landesamt für Bodenforschung 1967
- International map of natural gas fields in Europe (1: 2,5 Millionen), Bundesanstalt für Geowissenschaften und Rohstoffe, Hannover und United Nations Economic Commission for Europe (Committee on Gas), Genf 1976

Zur Ozeanografie:
- Die jüngste Vergangenheit des aequatorialen Atlantischen Ozeans auf Grund von Untersuchungen der Meteor-Expedition, Sitzungsberichte und Abhandlungen der Naturforschenden Gesellschaft zu Rostock, Dritte Folge, Band 4, S. 48–58. Rostock, 1934.
- Foraminiferenfauna und Stratigraphie der Tiefsee-Sedimente im Nordatlantischen Ozean, Reports of the Swedish Deep Sea Expedition 1947–1948, Band 7, Göteborg 1966 und Geologische Rundschau
- Stratigraphie rezenter Tiefseesedimente auf Grund der Foraminiferenfauna, Geologische Rundschau, Band 29, 1938, S. 330–338 (wieder abgedruckt in englischer Übersetzung in Wolf-Christian Dullo (Hrsg.) Milestones in Geosciences. Selected Benchmark Papers published in the Journal Geologische Rundschau, Springer Verlag 2003)
- On the sequence of deposits in the equatorial Atlantic Ocean, Göteborg 1952
- Early German oceanographic institutions, expeditions, and oceanographers, Deutsches Hydrographisches Institut 1987
- Die Fahrten des Forschungsschiffes Valdivia 1971–1978: geowissenschaftliche Ergebnisse, Stuttgart, Schweizerbart 1980 (mit Harald Bäcker)